# Зелёная революция (книга)
«Зелёная революция: экономический рост без ущерба для экологии» (нем. Intelligent wachsen: Die grüne Revolution) — книга немецкого политика Ральфа Фюкса, в которой автор утверждает, что преодолеть надвигающийся экологический кризис можно только через развитие альтернативной энергетики и биотехнологий, а не благодаря отказу от излишнего потребления.

## Содержание книги
На страницах десяти глав книги автор описывает все болевые точки мировой экономики и экологии, и предлагает альтернативы, достижимые в самом ближайшем будущем: от использования в качестве возобновляемой энергии солнечного света, ветра и воды в промышленных масштабах до перевода на язык технологий возможностей растений и животных.